# Boztepe (district)
Boztepe is een Turks district in de provincie Kırşehir en telt 6.706 inwoners (2007). Het district heeft een oppervlakte van 562,3 km². Hoofdplaats is Boztepe.
De bevolkingsontwikkeling van het district is weergegeven in onderstaande tabel.
| 1997   | 2000   | 2007  |
| ------ | ------ | ----- |
| 10.178 | 10.189 | 6.706 |